# Hexatoma plumbolutea
Hexatoma plumbolutea är en tvåvingeart som först beskrevs av Edwards 1921.  Hexatoma plumbolutea ingår i släktet Hexatoma och familjen småharkrankar. Inga underarter finns listade i Catalogue of Life.